# Gladiolus in Southern Africa
Gladiolus in Southern Africa (abreviado Gladiolus Southern Afr.) es un libro con ilustraciones y descripciones botánicas que fue escrito por el botánico nacido en Johannesburgo (República de Sudáfrica Peter Goldblatt y publicado en el año 1998.